# Wereldkampioenschap voetbal 2006 (Groep G) Zwitserland - Zuid-Korea
Deze pagina is een subpagina van het artikel Wereldkampioenschap voetbal 2006. Hierin wordt de wedstrijd in de groepsfase in groep G tussen Zwitserland en Zuid-Korea gespeeld op 23 juni 2006 nader uitgelicht. Het was de eerste ontmoeting ooit tussen beide landen.

## Wedstrijdgegevens
| Datum                | 23 juni 2006               | 23 juni 2006               |
| Stadion              | AWD-Arena, Hannover        | AWD-Arena, Hannover        |
| Toeschouwers         | 43.000                     | 43.000                     |
| Scheidsrechter       | Horacio Elizondo           | Horacio Elizondo           |
| Assistenten          | Darío García Rodolfo Otero | Darío García Rodolfo Otero |
| Vierde man           | Essam Abd El Fatah         | Essam Abd El Fatah         |
| Man van de wedstrijd | Alexander Frei             | Alexander Frei             |
|                      | Zwitserland                | Zuid-Korea                 |
| Doelpunten           | 2                          | 0                          |
| Gele kaarten         | 5                          | 5                          |
| Rode kaarten         | 0                          | 0                          |
| Wissels              | 0                          | 0                          |
| Schoten op doel      | 6                          | 8                          |
| Schoten naast doel   | 0                          | 0                          |
| Overtredingen        | 8                          | 20                         |
| Hoekschoppen         | 8                          | 6                          |
| Buitenspel           | 3                          | 3                          |
| Strafschoppen        | 0                          | 0                          |
| Balbezit (tijd)      | 23'00"                     | 27'00"                     |
| Balbezit (%)         | 47%                        | 53%                        |

| Zwitserland | 2 – 0           | Zuid-Korea |
| Philippe Senderos 23' Alexander Frei 77' | goals (assists) | |
| Jakob "Köbi" Kuhn | bondscoach      | Dick Advocaat |
| Pascal Zuberbühler Philippe Senderos 53' Johann Vogel Ricardo Cabanas Raphael Wicky 88' Alexander Frei Tranquillo Barnetta Christoph Spycher Patrick Müller Hakan Yakin 71' Philipp Degen | opstellingen    | Woon Jae Lee Dong Jin Kim Jin Cheul Choi Nam Il Kim Jin Kyu Kim Ji Sung Park 66' Chu Young Park 63' Young Pyo Lee Chun Soo Lee Ho Lee Jae Jin Cho |
| Johan Djourou 53' Xavier Margairaz 71' Valon Behrami 88' | wissels         | 63' Jung Hwan Ahn 66' Ki Hyeon Seol |
| Philippe Senderos 43' Hakan Yakın 55' Raphael Wicky 69' Christoph Spycher 82' Johan Djourou 90'                                                                                           | gele kaarten    | 23' Park Chu-Young 37' Kim Jin-Kyu 78' Choi Jin-Cheul 78' Ahn Jung-Hwan 80' Lee Chun-Soo                                                          |
| | rode kaarten    | |

## Overzicht van wedstrijden
| Groepswedstrijden | | | |
| Groep A | Groep B | Groep C | Groep D |
| Duitsland - Costa Rica Polen - Ecuador Duitsland - Polen Ecuador - Costa Rica Ecuador - Duitsland Costa Rica - Polen             | Engeland - Paraguay Trinidad en Tobago - Zweden Engeland - Trinidad en Tobago Zweden - Paraguay Zweden - Engeland Paraguay - Trinidad en Tobago | Argentinië - Ivoorkust Servië en Montenegro - Nederland Argentinië - Servië en Montenegro Nederland - Ivoorkust Nederland - Argentinië Ivoorkust - Servië en Montenegro | Mexico - Iran Angola - Portugal Mexico - Angola Portugal - Iran Portugal - Mexico Iran - Angola                               |
| Groep E | Groep F | Groep G | Groep H |
| Italië - Ghana Verenigde Staten - Tsjechië Italië - Verenigde Staten Tsjechië - Ghana Tsjechië - Italië Ghana - Verenigde Staten | Australië - Japan Brazilië - Kroatië Brazilië - Australië Japan - Kroatië Japan - Brazilië Kroatië - Australië                                  | Frankrijk - Zwitserland Zuid-Korea - Togo Frankrijk - Zuid-Korea Togo - Zwitserland Togo - Frankrijk Zwitserland - Zuid-Korea                                           | Spanje - Oekraïne Tunesië - Saoedi-Arabië Spanje - Tunesië Saoedi-Arabië - Oekraïne Saoedi-Arabië - Spanje Oekraïne - Tunesië |
| Achtste finales | | | |
| Duitsland - Zweden Argentinië - Mexico                                                                                           | Italië - Australië Zwitserland - Oekraïne | Engeland - Ecuador Portugal - Nederland | Brazilië - Ghana Spanje - Frankrijk                                                                                           |
| Kwartfinales | | | |
| Duitsland - Argentinië | Italië - Oekraïne | Engeland - Portugal | Brazilië - Frankrijk |
| Halve finales | | | |
| Duitsland - Italië | Duitsland - Italië | Portugal - Frankrijk | Portugal - Frankrijk |
| Troostfinale | | | |
| Duitsland - Portugal | | | |
| Finale | | | |
| Italië - Frankrijk | | | |